# Орловка (Архаринский район)
В Амурской области также есть Орловка в Константиновском районе и Орловка в Серышевском районе
Орло́вка — село в Архаринском районе Амурской области, входит в Вольненский сельсовет.
Основано в 1923 г. переселенцами из Орловской губернии и названо в память о покинутой родине.

## География
Село Орловка расположено к югу от районного центра Архара, стоит на правом берегу реки Архара. Расстояние до Архары — 14 км.
От села Орловка на юго-запад (вниз по Архаре) идёт дорога к селу Вольное, расстояние — около 8 км.
На левом берегу Архары напротив Орловки стоит село Красный Исток.

## Население
| 2002 | 2010 | 2012 | 2013 | 2014 | 2015 | 2016 |
| ---- | ---- | ---- | ---- | ---- | ---- | ---- |
| 93   | ↘63  | ↘55  | ↘50  | ↘49  | ↗51  | ↘39  |
| 2017 | 2018 |      |      |      |      |      |
| ↘37  | ↗41  |      |      |      |      |      |

## Инфраструктура
Сельскохозяйственные предприятия Архаринского района.